# Des Voeux Island
Des Voeux Island är en ö i Kanada.   Den ligger i territoriet Nunavut, i den norra delen av landet, 3 600 km norr om huvudstaden Ottawa. Arean är 0,79 kvadratkilometer.
Terrängen på Des Voeux Island är mycket platt. Öns högsta punkt är 27 meter över havet. Den sträcker sig 1,8 kilometer i nord-sydlig riktning, och 1,0 kilometer i öst-västlig riktning.